# 2016年のJリーグカップ
2016年のJリーグカップは、2016年3月23日より開催され、同年10月15日に決勝が行われた、第24回Jリーグカップである。浦和レッズが13年ぶり2回目の優勝を果たした。

## 大会名称
ヤマザキナビスコを冠スポンサーとして行われる。グループステージまでは「2016Jリーグヤマザキナビスコカップ」の名称で行う。ヤマザキナビスコが大会終了前の同年9月1日より会社名を「ヤマザキビスケット」に改称する ことを踏まえ、ノックアウトステージ（正式にはリリース日の6月21日）より同社の略称と新商品名を冠した「2016JリーグYBCルヴァンカップ」の名称で行う。なお、当初は決勝まで「Jリーグヤマザキナビスコカップ」の名称を用いるとしていた。

## 大会レギュレーション
大会の基本レギュレーションについては2015年12月15日に、グループ分けと日程の詳細については2016年1月28日にJリーグより発表された。基本的には2015年大会の大会方式を踏襲しているが、それまでの「予選リーグ」を「グループステージ」に、「決勝トーナメント」を「ノックアウトステージ」に呼称変更している。これはJFAにおいて英語表記に則さない「決勝トーナメント」の用語を使わないと決定したためである。
- 2016明治安田生命J1リーグに参加する18チームが出場。昇格組では大宮アルディージャが2014年大会以来2年ぶり、ジュビロ磐田が2013年大会以来3年ぶり、アビスパ福岡が2011年大会以来5年ぶりの参加となる。なお福岡は、2011年大会は全試合ノックアウトトーナメント方式だったため、グループステージからの出場は2006年大会以来10年ぶりとなる。
  - 18クラブのうちサンフレッチェ広島、ガンバ大阪、浦和レッズはAFCチャンピオンズリーグ2016 (ACL) グループステージに出場するため、グループステージは免除され、ノックアウトステージからの出場。
  - FC東京はACLプレーオフに出場するため、ACLプレーオフに勝利してACLグループステージに進出した場合にグループリーグを免除となり、ACLプレーオフに敗退した場合はグループリーグ（Aグループ）からの出場となる。その後、2月9日に開催されたACLプレーオフ（ラウンド3）・チョンブリーFC戦に勝利し本戦出場が決定した[7] ため、ナビスコカップはグループリーグ免除が決定。
- グループステージは上記4チームを除いた14チームを2組に分けて、各組1回総当たりでリーグ戦を行う。
  - Aグループ：鹿島アントラーズ、大宮アルディージャ、湘南ベルマーレ、ヴァンフォーレ甲府、ジュビロ磐田、名古屋グランパス、ヴィッセル神戸
  - Bグループ：ベガルタ仙台、柏レイソル、川崎フロンターレ、横浜F・マリノス、アルビレックス新潟、アビスパ福岡、サガン鳥栖
  - グループステージは全試合90分（前後半45分ハーフ、延長戦なし）とし、勝ち点の多い順にグループ内の順位を決定する（勝ち点で並んだ場合には「得失点差」「総得点数」「当該チーム間の対戦成績」「反則ポイント」「抽選」の順により優劣を決定）。
  - 各グループの上位2クラブがノックアウトステージ進出。（ただし、FC東京がACLプレーオフに敗退した場合はAグループからは上位3クラブがノックアウトステージ進出の予定だった）
- ノックアウトステージはグループステージを勝ち抜いた4クラブにグループステージ免除4クラブを加えた8クラブによって行われる。
  - 準々決勝・準決勝
    - ホーム・アンド・アウェーでの2試合制。以下の方法で優劣を決定する。

    1. 2試合における合計得点数（＝得失点差）
    2. アウェーでの得点数（アウェーゴールルール）
    3. 並んだ場合は第2戦の後半終了後、引き続き15分ハーフの延長戦（アウェーゴールルールは採用せず）
    4. それでも決しない場合はPK戦（双方5人ずつ。決着しない場合は6人目以降サドンデス方式）

  - 決勝
    - 中立地での1試合勝負。90分で同点の場合は延長戦→PK戦で決着する。

  - 組み合わせ抽選は2016年7月3日に、前年同様ノックアウトステージ進出クラブ代表によるオープンドロー（公開抽選）により行われ[8][9]、オープンドローの模様が当日深夜のフジテレビ系列の『スポーツLIFE HERO'S』において放送された[10]。参加者は武藤雄樹（浦和）、金澤慎（大宮）、小川諒也（FC東京）、喜田拓也（横浜FM）、遠藤保仁（G大阪）、渡邉千真（神戸）、柏好文（広島）、城後寿（福岡）[10][11]。

## 大会日程
グループステージの日程については2015年12月15日に、ノックアウトステージの日程については2016年1月13日に 発表された。日程の発表時点でグループステージ参加が未定のFC東京については暫定的にAグループの日程に組み込まれ、その後FC東京がACLプレーオフに勝利したため、FC東京との対戦カードが組まれたクラブが試合なしとなった。なお、決勝の会場は前年大会と同様、埼玉スタジアム2002で開催される。
| ステージ             | ラウンド       | 第1戦          | 第2戦                                 | 備考                                           |
| -------------------- | -------------- | -------------- | ------------------------------------- | ---------------------------------------------- |
| グループステージ     | 第1節          | 2016年3月23日  | 2016年3月23日                         | 湘南（Aグループ）、鳥栖（Bグループ）試合なし   |
| グループステージ     | 第2節          | 2016年3月27日  | 2016年3月27日                         | 磐田（Aグループ）、横浜FM（Bグループ）試合なし |
| グループステージ     | 第3節          | 2016年4月6日   | 2016年4月6日                          | 神戸（Aグループ）、福岡（Bグループ）試合なし   |
| グループステージ     | 第4節          | 2016年4月20日  | 2016年4月20日                         | 鹿島（Aグループ）、新潟（Bグループ）試合なし   |
| グループステージ     | 第5節          | 2016年5月18日  | 2016年5月18日                         | 名古屋（Aグループ）、仙台（Bグループ）試合なし |
| グループステージ     | 第6節          | 2016年5月25日  | 2016年5月25日                         | 大宮（Aグループ）、柏（Bグループ）試合なし     |
| グループステージ     | 第7節          | 2016年6月5日   | 2016年6月5日                          | 甲府（Aグループ）、川崎（Bグループ）試合なし   |
| ノックアウトステージ |                |                |                                       |                                                |
| 準々決勝             | 2016年8月31日  | 2016年9月4日   | ACL2016グループリーグ出場チームの出場 |                                                |
| 準決勝               | 2016年10月5日  | 2016年10月9日  |                                       |                                                |
| 決勝                 | 2016年10月15日 | 2016年10月15日 |                                       |                                                |

## グループステージ

### Aグループ
| 順 | チーム             | 試 | 勝 | 分 | 敗 | 得 | 失 | 差  | 点 | 出場権               |     | VIS | ARD | VEN | BEL | JÚB | ANT | GRA |
| -- | ------------------ | -- | -- | -- | -- | -- | -- | --- | -- | -------------------- | --- | --- | --- | --- | --- | --- | --- | --- |
| 1  | ヴィッセル神戸     | 6  | 5  | 1  | 0  | 15 | 3  | +12 | 16 | ノックアウトステージ |     |     | 1–1 |     |     |     | 4–1 | 4–0 |
| 2  | 大宮アルディージャ | 6  | 4  | 2  | 0  | 5  | 1  | +4  | 14 | ノックアウトステージ |     |     |     |     |     | 1–0 | 1–0 | 1–0 |
| 3  | ヴァンフォーレ甲府 | 6  | 2  | 2  | 2  | 3  | 4  | −1  | 8  |                      |     | 0–2 | 0–0 |     | 1–0 |     |     |     |
| 4  | 湘南ベルマーレ     | 6  | 2  | 1  | 3  | 4  | 6  | −2  | 7  |                      | 0–2 | 0–1 |     |     | 0–0 |     |     |     |
| 5  | ジュビロ磐田       | 6  | 1  | 2  | 3  | 4  | 7  | −3  | 5  |                      | 1–2 |     | 1–0 |     |     |     | 1–3 |     |
| 6  | 鹿島アントラーズ   | 6  | 1  | 1  | 4  | 8  | 12 | −4  | 4  |                      |     |     | 1–2 | 2–3 | 1–1 |     |     |     |
| 7  | 名古屋グランパス   | 6  | 1  | 1  | 4  | 4  | 10 | −6  | 4  |                      |     |     | 0–0 | 0–1 |     | 1–3 |     |     |

| 第1節 2016年3月23日 | 鹿島アントラーズ | 1 - 2    | ヴァンフォーレ甲府                     | 鹿嶋                                                              |  |
| 19:03               | 山本脩斗 60分    | 公式記録 | ビリー・セレスキー 6分 · ニウソン 45分 | 競技場: カシマサッカースタジアム 観客数: 7,321人 主審: 福島孝一郎 |  |

| 第1節 2016年3月23日 | 大宮アルディージャ | 1 - 0    | 名古屋グランパス | さいたま                                                   |  |
| 19:00               | 江坂任 37分        | 公式記録 |                  | 競技場: NACK5スタジアム大宮 観客数: 5,359人 主審: 榎本一慶 |  |

| 第1節 2016年3月23日 | ジュビロ磐田  | 1 - 2    | ヴィッセル神戸                              | 磐田                                                    |  |
| 19:04               | 齊藤和樹 13分 | 公式記録 | ペドロ・ジュニオール 35分 · レアンドロ 69分 | 競技場: ヤマハスタジアム 観客数: 6,695人 主審: 西村雄一 |  |

| 第2節 2016年3月27日 | ヴァンフォーレ甲府 | 0 - 0    | 大宮アルディージャ | 甲府                                                      |  |
| 14:04               |                    | レポート |                    | 競技場: 山梨中銀スタジアム 観客数: 6,331人 主審: 村上伸次 |  |

| 第2節 2016年3月27日 | 名古屋グランパス | 0 - 1    | 湘南ベルマーレ | 名古屋                                                      |  |
| 14:04               |                  | レポート | 島村毅 87分    | 競技場: パロマ瑞穂スタジアム 観客数: 7,309人 主審: 上田益也 |  |

| 第2節 2016年3月27日 | ヴィッセル神戸                                                  | 4 - 1    | 鹿島アントラーズ | 神戸                                                          |  |
| 14:00               | ペドロ・ジュニオール 23分, 64分 · 渡邉千真 37分 · 相馬崇人 75分 | レポート | 山本脩斗 84分    | 競技場: ノエビアスタジアム神戸 観客数: 7,024人 主審: 井上知大 |  |

| 第3節 2016年4月6日 | 湘南ベルマーレ | 0 - 1    | 大宮アルディージャ      | 平塚                                                           |  |
| 19:04              |                | 公式記録 | ネイツ・ペチュニク 64分 | 競技場: Shonan BMW スタジアム平塚 観客数: 6,134人 主審: 東城穣 |  |

| 第3節 2016年4月6日 | ジュビロ磐田 | 1 - 0    | ヴァンフォーレ甲府 | 磐田                                                    |  |
| 19:04              | 松井大輔 1分 | 公式記録 |                    | 競技場: ヤマハスタジアム 観客数: 6,541人 主審: 岡部拓人 |  |

| 第3節 2016年4月6日 | 名古屋グランパス | 1 - 3    | 鹿島アントラーズ                        | 名古屋                                                    |  |
| 19:04              | 野田隆之介 38分  | 公式記録 | 遠藤康 52分 · カイオ 66分 · 昌子源 71分 | 競技場: パロマ瑞穂スタジアム 観客数: 6,134人 主審: 岡宏道 |  |

| 第4節 2016年4月20日 | 湘南ベルマーレ | 0 - 0    | ジュビロ磐田 | 平塚                                                               |  |
| 19:04               |                | 公式記録 |              | 競技場: Shonan BMW スタジアム平塚 観客数: 5,211人 主審: 福島孝一郎 |  |

| 第4節 2016年4月20日 | 名古屋グランパス | 0 - 0    | ヴァンフォーレ甲府 | 名古屋                                                      |  |
| 19:04               |                  | 公式記録 |                    | 競技場: パロマ瑞穂スタジアム 観客数: 3,919人 主審: 村上伸次 |  |

| 第4節 2016年4月20日 | ヴィッセル神戸 | 1 - 1    | 大宮アルディージャ | 神戸                                                          |  |
| 19:05               | 渡邉千真 58分  | 公式記録 | 江坂任 17分        | 競技場: ノエビアスタジアム神戸 観客数: 5,077人 主審: 高山啓義 |  |

| 第5節 2016年5月18日 | 鹿島アントラーズ              | 2 - 3    | 湘南ベルマーレ                                                | 鹿嶋                                                            |  |
| 19:03               | 永木亮太 11分 · 土居聖真 26分 | 公式記録 | 大槻周平 18分 · 長谷川アーリアジャスール 87分 · 端戸仁 90+4分 | 競技場: カシマサッカースタジアム 観客数: 5,788人 主審: 岡部拓人 |  |

| 第5節 2016年5月18日 | 大宮アルディージャ | 1 - 0    | ジュビロ磐田 | さいたま                                                   |  |
| 19:00               | 大山啓輔 25分      | 公式記録 |              | 競技場: NACK5スタジアム大宮 観客数: 5,985人 主審: 荒木友輔 |  |

| 第5節 2016年5月18日 | ヴァンフォーレ甲府 | 0 - 2    | ヴィッセル神戸                | 甲府                                                        |  |
| 19:04               |                    | 公式記録 | 田中雄大 64分 · 小林成豪 75分 | 競技場: 山梨中銀スタジアム 観客数: 4,723人 主審: 福島孝一郎 |  |

| 第6節 2016年5月25日 | 鹿島アントラーズ | 1 - 1    | ジュビロ磐田  | 鹿嶋                                                            |  |
| 19:04               | 杉本太郎 58分    | 公式記録 | 藤田義明 17分 | 競技場: カシマサッカースタジアム 観客数: 5,272人 主審: 家本政明 |  |

| 第6節 2016年5月25日 | ヴァンフォーレ甲府 | 1 - 0    | 湘南ベルマーレ | 甲府                                                      |  |
| 19:04               | 河本明人 61分      | 公式記録 |                | 競技場: 山梨中銀スタジアム 観客数: 4,029人 主審: 飯田淳平 |  |

| 第6節 2016年5月25日 | ヴィッセル神戸                                                  | 4 - 0    | 名古屋グランパス | 神戸                                                          |  |
| 19:05               | 中坂勇哉 10分 · 渡邉千真 19分 · 石津大介 88分 · 高橋峻希 90+3分 | 公式記録 |                  | 競技場: ノエビアスタジアム神戸 観客数: 5,168人 主審: 高山啓義 |  |

| 第7節 2016年6月5日 | 大宮アルディージャ      | 1 - 0    | 鹿島アントラーズ | さいたま                                                                     |  |
| 14:04              | ネイツ・ペチュニク 87分 | 公式記録 |                  | 競技場: NACK5スタジアム大宮 観客数: 9,316人 主審: バルトシュ・フランコフスキ |  |

| 第7節 2016年6月5日 | 湘南ベルマーレ | 0 - 2    | ヴィッセル神戸                  | 福島                                                                |  |
| 14:04              |                | 公式記録 | 中坂勇哉 37分 · 藤田直之 90+1分 | 競技場: とうほう・みんなのスタジアム 観客数: 4,501人 主審: 池内明彦 |  |

| 第7節 2016年6月5日 | ジュビロ磐田 | 1 - 3    | 名古屋グランパス                              | 磐田                                                    |  |
| 14:04              | ジェイ 64分  | 公式記録 | 小屋松知哉 27分 · 竹内彬 37分 · 川又堅碁 39分 | 競技場: ヤマハスタジアム 観客数: 8,792人 主審: 扇谷健司 |  |

### Bグループ
| 順 | チーム             | 試 | 勝 | 分 | 敗 | 得 | 失 | 差 | 点 | 出場権               |     | FMA | AVI | FRO | REY | VEG | ALB | SAG |
| -- | ------------------ | -- | -- | -- | -- | -- | -- | -- | -- | -------------------- | --- | --- | --- | --- | --- | --- | --- | --- |
| 1  | 横浜F・マリノス    | 6  | 3  | 2  | 1  | 7  | 5  | +2 | 11 | ノックアウトステージ |     |     | 2–1 |     | 1–3 |     |     | 1–0 |
| 2  | アビスパ福岡       | 6  | 2  | 3  | 1  | 9  | 7  | +2 | 9  | ノックアウトステージ |     |     |     |     | 2–2 |     | 4–2 | 1–1 |
| 3  | 川崎フロンターレ   | 6  | 2  | 2  | 2  | 9  | 5  | +4 | 8  |                      |     | 0–0 | 0–1 |     |     | 2–1 |     |     |
| 4  | 柏レイソル         | 6  | 2  | 2  | 2  | 9  | 8  | +1 | 8  |                      |     |     | 2–1 |     | 0–1 | 1–2 |     |     |
| 5  | ベガルタ仙台       | 6  | 2  | 2  | 2  | 4  | 5  | −1 | 8  |                      | 0–2 | 0–0 |     |     |     | 1–0 |     |     |
| 6  | アルビレックス新潟 | 6  | 2  | 1  | 3  | 6  | 12 | −6 | 7  |                      | 1–1 |     | 0–5 |     |     |     | 1–0 |     |
| 7  | サガン鳥栖         | 6  | 0  | 4  | 2  | 4  | 6  | −2 | 4  |                      |     |     | 1–1 | 1–1 | 1–1 |     |     |     |

| 第1節 2016年3月23日 | ベガルタ仙台 | 1 - 0    | アルビレックス新潟 | 仙台                                                            |  |
| 19:03               | 榎本滉大 4分 | 公式記録 |                    | 競技場: ユアテックスタジアム仙台 観客数: 6,135人 主審: 荒木友輔 |  |

| 第1節 2016年3月23日 | 川崎フロンターレ | 0 - 0    | 横浜F・マリノス | 川崎                                                     |  |
| 19:05               |                  | 公式記録 |                 | 競技場: 等々力陸上競技場 観客数: 15,644人 主審: 山本雄大 |  |

| 第1節 2016年3月23日 | アビスパ福岡                    | 2 - 2    | 柏レイソル                    | 福岡                                                            |  |
| 19:04               | 城後寿 17分 · ウェリントン 30分 | 公式記録 | 輪湖直樹 55分 · 田中順也 77分 | 競技場: レベルファイブスタジアム 観客数: 5,525人 主審: 飯田淳平 |  |

| 第2節 2016年3月27日 | 柏レイソル | 0 - 1    | ベガルタ仙台  | 柏                                                    |  |
| 15:03               |            | 公式記録 | 富田晋伍 69分 | 競技場: 日立柏サッカー場 観客数: 6,944人 主審: 廣瀬格 |  |

| 第2節 2016年3月27日 | 川崎フロンターレ | 0 - 1    | アビスパ福岡 | 川崎                                                     |  |
| 15:03               |                  | 公式記録 | 田村友 79分  | 競技場: 等々力陸上競技場 観客数: 11,510人 主審: 池内明彦 |  |

| 第2節 2016年3月27日 | アルビレックス新潟 | 1 - 0    | サガン鳥栖 | 新潟                                                               |  |
| 15:03               | レオ・シルバ 75分  | 公式記録 |            | 競技場: デンカビッグスワンスタジアム 観客数: 12,427人 主審: 岡宏道 |  |

| 第3節 2016年4月6日 | アルビレックス新潟 | 0 - 5    | 川崎フロンターレ                                         | 新潟                                                                  |  |
| 19:03              |                    | 公式記録 | 谷口彰悟 8分, 23分 · 狩野健太 20分, 83分 · 橋本晃司 48分 | 競技場: デンカビッグスワンスタジアム 観客数: 8,404人 主審: 福島孝一郎 |  |

| 第3節 2016年4月6日 | サガン鳥栖  | 1 - 1    | ベガルタ仙台      | 鳥栖                                                              |  |
| 19:04              | 白星東 38分 | 公式記録 | キム・ミンテ 86分 | 競技場: ベストアメニティスタジアム 観客数: 4,195人 主審: 家本政明 |  |

| 第3節 2016年4月6日 | 横浜F・マリノス | 1 - 3    | 柏レイソル                          | 横浜                                                        |  |
| 19:34              | 富樫敬真 5分    | 公式記録 | 中川寛斗 42分 · 増嶋竜也 50分, 68分 | 競技場: ニッパツ三ツ沢球技場 観客数: 7,084人 主審: 西村雄一 |  |

| 第4節 2016年4月20日 | ベガルタ仙台 | 0 - 0    | アビスパ福岡 | 仙台                                                            |  |
| 19:04               |              | 公式記録 |              | 競技場: ユアテックスタジアム仙台 観客数: 5,956人 主審: 荒木友輔 |  |

| 第4節 2016年4月20日 | 柏レイソル                                    | 2 - 1    | 川崎フロンターレ          | 柏                                                    |  |
| 19:04               | ディエゴ・オリヴェイラ 39分 · 武富孝介 90+4分 | 公式記録 | エドゥアルド・ネット 72分 | 競技場: 日立柏サッカー場 観客数: 5,543人 主審: 松尾一 |  |

| 第4節 2016年4月20日 | 横浜F・マリノス | 1 - 0    | サガン鳥栖 | 横浜                                                        |  |
| 19:34               | 伊藤翔 23分     | 公式記録 |            | 競技場: ニッパツ三ツ沢球技場 観客数: 4,777人 主審: 飯田淳平 |  |

| 第5節 2016年5月18日 | 柏レイソル                  | 1 - 2    | アルビレックス新潟            | 柏                                                      |  |
| 19:03               | ディエゴ・オリヴェイラ 66分 | 公式記録 | 伊藤優汰 55分 · 小塚和季 72分 | 競技場: 日立柏サッカー場 観客数: 5,300人 主審: 飯田淳平 |  |

| 第5節 2016年5月18日 | サガン鳥栖    | 1 - 1    | 川崎フロンターレ | 鳥栖                                                            |  |
| 19:04               | 富山貴光 72分 | 公式記録 | 16分 (o.g.)      | 競技場: ベストアメニティスタジアム 観客数: 4,779人 主審: 岡宏道 |  |

| 第5節 2016年5月18日 | 横浜F・マリノス               | 2 - 1    | アビスパ福岡  | 横浜                                                          |  |
| 19:34               | 兵藤慎剛 73分 · 伊藤翔 90+4分 | 公式記録 | 平井将生 31分 | 競技場: ニッパツ三ツ沢球技場 観客数: 5,133人 主審: 三上正一郎 |  |

| 第6節 2016年5月25日 | 川崎フロンターレ    | 2 - 1    | ベガルタ仙台        | 川崎                                                                      |  |
| 19:04               | 大塚翔平 43分, 48分 | 公式記録 | ハモン・ロペス 85分 | 競技場: 等々力陸上競技場 観客数: 8,801人 主審: バルトシュ・フランコフスキ |  |

| 第6節 2016年5月25日 | アルビレックス新潟 | 1 - 1    | 横浜F・マリノス | 新潟                                                                |  |
| 19:03               | 指宿洋史 7分       | 公式記録 | 仲川輝人 72分   | 競技場: デンカビッグスワンスタジアム 観客数: 8,136人 主審: 村上伸次 |  |

| 第6節 2016年5月25日 | アビスパ福岡  | 1 - 1    | サガン鳥栖    | 福岡                                                             |  |
| 19:00               | 平井将生 85分 | 公式記録 | 豊田陽平 45分 | 競技場: レベルファイブスタジアム 観客数: 14,465人 主審: 扇谷健司 |  |

| 第7節 2016年6月5日 | ベガルタ仙台 | 0 - 2    | 横浜F・マリノス             | 仙台                                                             |  |
| 14:03              |              | 公式記録 | 中村俊輔 42分 · 齋藤学 61分 | 競技場: ユアテックスタジアム仙台 観客数: 12,811人 主審: 山本雄大 |  |

| 第7節 2016年6月5日 | アビスパ福岡                                      | 4 - 2    | アルビレックス新潟           | 福岡                                                          |  |
| 14:00              | 金森健志 16分, 37分 · 平井将生 19分 · 城後寿 68分 | 公式記録 | 山崎亮平 6分 · 鈴木武蔵 82分 | 競技場: レベルファイブスタジアム 観客数: 7,209人 主審: 松尾一 |  |

| 第7節 2016年6月5日 | サガン鳥栖  | 1 - 1    | 柏レイソル      | 鳥栖                                                              |  |
| 14:04              | 池田圭 31分 | 公式記録 | エデルソン 79分 | 競技場: ベストアメニティスタジアム 観客数: 5,337人 主審: 西村雄一 |  |

## ノックアウトステージ
準々決勝と準決勝については、トーナメント表上段のチームが、第2戦をホームで行う。
|  | 準々決勝 （8月31日・9月4日） | 準々決勝 （8月31日・9月4日） | 準々決勝 （8月31日・9月4日） | 準々決勝 （8月31日・9月4日） |   |                 | 準決勝 （10月5日・10月9日） | 準決勝 （10月5日・10月9日） | 準決勝 （10月5日・10月9日） | 準決勝 （10月5日・10月9日） |  |  | 決勝 （10月15日） | 決勝 （10月15日） |
|  |                              |                              |                              |                              |   |                 |                             |                             |                             |                             |  |  |                   |                   |
|  | 横浜F・マリノス (a)          | 1                            | 1                            | 2                            |   |                 |                             |                             |                             |                             |  |  |                   |                   |
|  | 大宮アルディージャ           | 2                            | 0                            | 2                            |   |                 |                             |                             |                             |                             |  |  |                   |                   |
|  | 大宮アルディージャ           | 2                            | 0                            | 2                            |   | 横浜F・マリノス | 0                           | 1                           | 1                           |                             |  |  |                   |                   |
|  |                              |                              |                              |                              |   | 横浜F・マリノス | 0                           | 1                           | 1                           |                             |  |  |                   |                   |
|  |                              | ガンバ大阪 (a)               | 0                            | 1                            | 1 |                 |                             |                             |                             |                             |  |  |                   |                   |
|  | ガンバ大阪                   | ガンバ大阪 (a)               | 0                            | 1                            | 1 | 1               | 6                           | 7                           |                             |                             |  |  |                   |                   |
|  | ガンバ大阪                   |                              |                              |                              |   | 1               | 6                           | 7                           |                             |                             |  |  |                   |                   |
|  | サンフレッチェ広島           | 1                            | 3                            | 4                            |   |                 |                             |                             |                             |                             |  |  |                   |                   |
|  |                              |                              |                              |                              |   |                 |                             |                             |                             |                             |  |  | ガンバ大阪        | 1 (4)             |
|  |                              |                              | 浦和レッズ (PK)              | 1 (5)                        |   |                 |                             |                             |                             |                             |  |  |                   |                   |
|  | 浦和レッズ                   | 2                            | 4                            | 6                            |   |                 |                             |                             |                             |                             |  |  |                   |                   |
|  | ヴィッセル神戸               | 1                            | 0                            | 1                            |   |                 |                             |                             |                             |                             |  |  |                   |                   |
|  | ヴィッセル神戸               | 1                            | 0                            | 1                            |   | 浦和レッズ      | 2                           | 3                           | 5                           |                             |  |  |                   |                   |
|  |                              |                              |                              |                              |   | 浦和レッズ      | 2                           | 3                           | 5                           |                             |  |  |                   |                   |
|  |                              | FC東京                       | 1                            | 1                            | 2 |                 |                             |                             |                             |                             |  |  |                   |                   |
|  | アビスパ福岡                 | FC東京                       | 1                            | 1                            | 2 | 1               | 0                           | 1                           |                             |                             |  |  |                   |                   |
|  | アビスパ福岡                 |                              |                              |                              |   | 1               | 0                           | 1                           |                             |                             |  |  |                   |                   |
|  | FC東京                       | 1                            | 2                            | 3                            |   |                 |                             |                             |                             |                             |  |  |                   |                   |

### 準々決勝
| チーム #1       | 合計      | チーム #2          | 第1戦 | 第2戦 |
| --------------- | --------- | ------------------ | ----- | ----- |
| 横浜F・マリノス | 2 - 2 (a) | 大宮アルディージャ | 1 - 2 | 1 - 0 |
| ガンバ大阪      | 7 - 4     | サンフレッチェ広島 | 1 - 1 | 6 - 3 |
| 浦和レッズ      | 6 - 1     | ヴィッセル神戸     | 2 - 1 | 4 - 0 |
| アビスパ福岡    | 1 - 3     | FC東京             | 1 - 1 | 0 - 2 |

#### 第1戦
| 2016年8月31日 19:03 |

| 大宮アルディージャ            | 2 - 1    | 横浜F・マリノス |
| マテウス 23分 · 家長昭博 87分 | 公式記録 | 金井貢史 71分   |

| NACK5スタジアム大宮, さいたま 観客数: 6,283人 主審: 高山啓義 |

| 2016年8月31日 19:04 |

| サンフレッチェ広島 | 1 - 1    | ガンバ大阪    |
| 柴崎晃誠 28分      | 公式記録 | 呉屋大翔 86分 |

| エディオンスタジアム広島, 広島 観客数: 5,529人 主審: 今村義朗 |

| 2016年8月31日 19:05 |

| ヴィッセル神戸  | 1 - 2    | 浦和レッズ                   |
| レアンドロ 35分 | 公式記録 | 高木俊幸 6分 · ズラタン 41分 |

| ノエビアスタジアム神戸, 神戸 観客数: 7,001人 主審: 荒木友輔 |

| 2016年8月31日 19:30 |

| FC東京        | 1 - 1    | アビスパ福岡  |
| 中島翔哉 62分 | 公式記録 | 三島勇太 90分 |

| 味の素スタジアム, 調布 観客数: 6,882人 主審: 岡部拓人 |

#### 第2戦
| 2016年9月4日 18:04 |

| 横浜F・マリノス | 1 - 0    | 大宮アルディージャ |
| カイケ 45+1分   | 公式記録 |                    |

| ニッパツ三ツ沢球技場, 横浜 観客数: 8,862人 主審: 西村雄一 |

二試合合計スコア 2 - 2（アウェーゴール1 - 0）で横浜F・マリノスが準決勝進出
| 2016年9月4日 19:02 |

| ガンバ大阪                                                                    | 6 - 3    | サンフレッチェ広島                            |
| 長沢駿 32分, 45+2分 · 丹羽大輝 55分 · アデミウソン 60分, 63分 · 阿部浩之 71分 | 公式記録 | 野上結貴 24分 · 森崎浩司 52分 · 皆川佑介 79分 |

| 市立吹田サッカースタジアム, 吹田 観客数: 12,977人 主審: 村上伸次 |

二試合合計スコア 7 - 4でガンバ大阪が準決勝進出
| 2016年9月4日 18:34 |

| 浦和レッズ                                               | 4 - 0    | ヴィッセル神戸 |
| 高木俊幸 39分, 60分 · 阿部勇樹 43分 (pen.) · 李忠成 84分 | 公式記録 |                |

| 埼玉スタジアム2002, さいたま 観客数: 19,253人 主審: 山本雄大 |

二試合合計スコア 6 - 1で浦和レッズが準決勝進出
| 2016年9月4日 19:04 |

| アビスパ福岡 | 0 - 2    | FC東京                        |
|              | 公式記録 | 田邉草民 30分 · 高橋秀人 75分 |

| レベルファイブスタジアム, 福岡 観客数: 8,060人 主審: 扇谷健司 |

二試合合計スコア 1 - 3でFC東京が準決勝進出

### 準決勝
| チーム #1       | 合計      | チーム #2  | 第1戦 | 第2戦 |
| --------------- | --------- | ---------- | ----- | ----- |
| 横浜F・マリノス | 1 - 1 (a) | ガンバ大阪 | 0 - 0 | 1 - 1 |
| 浦和レッズ      | 5 - 2     | FC東京     | 2 - 1 | 3 - 1 |

#### 第1戦
| 2016年10月5日 19:04 |

| ガンバ大阪 | 0 - 0    | 横浜F・マリノス |
|            | 公式記録 |                 |

| 市立吹田サッカースタジアム, 吹田 観客数: 11,160人 主審: 松尾一 |

| 2016年10月5日 19:34 |

| FC東京      | 1 - 2    | 浦和レッズ                    |
| 東慶悟 49分 | 公式記録 | 高木俊幸 77分 · 武藤雄樹 80分 |

| 味の素スタジアム, 調布 観客数: 13,354人 主審: 家本政明 |

#### 第2戦
| 2016年10月9日 14:00 |

| 横浜F・マリノス | 1 - 1    | ガンバ大阪    |
| 伊藤翔 56分     | 公式記録 | 遠藤保仁 63分 |

| 日産スタジアム, 横浜 観客数: 19,378人 主審: 扇谷健司 |

二試合合計スコア 1 - 1（アウェーゴール1 - 0）でガンバ大阪が決勝進出
| 2016年10月9日 14:04 |

| 浦和レッズ                | 3 - 1    | FC東京        |
| 興梠慎三 24分, 38分, 53分 | 公式記録 | 中島翔哉 81分 |

| 埼玉スタジアム2002, さいたま 観客数: 26,876人 主審: 西村雄一 |

二試合合計スコア 5 - 2で浦和レッズが決勝進出

### 決勝
決勝に駒を進めたのは、2014年から3年連続で決勝進出を果たし、2年ぶり3回目の優勝を目指すG大阪と、2013年以来3年ぶりの決勝進出を決め、2003年以来13年ぶり2回目の優勝を目指す浦和の2チーム。Jリーグカップ決勝では初対戦となる両チームの対戦は今季1勝1敗だが、決勝2週間前の10月1日に行われたリーグ戦では、浦和がホームでG大阪に4-0で大勝しており、G大阪にとってはその雪辱を期す試合となる。一方浦和にとっても、前年（2015年）にゼロックス杯、チャンピオンシップ準決勝、天皇杯決勝の全てでG大阪に敗れており、こちらも雪辱を期すまさに「因縁の対決」となった。
G大阪は対浦和戦6試合で4ゴールのFWパトリックが決勝直前に負傷離脱、浦和もMF梅崎司が負傷離脱する など、お互いに一部の主力を欠いての対戦となった。
序盤は一進一退の攻防が続く中、17分にG大阪MF遠藤保仁の敵陣からの縦パスをセンターライン付近で受けたFWアデミウソンが反転して一気にドリブルで攻め上がり、浦和DF陣を振り切って浦和GK西川周作との1対1を冷静に決めてG大阪が先制。その後は再び一進一退の攻防が続き、そのまま1-0で前半を折り返す。
追いかける展開となった浦和は後半にかけて圧力を強め、ゴール前に再三迫るシーンを作り出すがG大阪の守備ブロックの前に得点を挙げることが出来ない。迎えた76分、浦和はMF高木俊幸に替えてFW李忠成を投入。すると、交代直後の最初のプレーとなるMF柏木陽介の放ったコーナーキックをゴール前の相手DFの裏に回り込んだ李がヘディングでゴールにたたき込み、浦和が同点に追いつく。なお浦和はヤマザキナビスコカップ時代の2003年決勝で87分からノーゴールが13年越しに続いていた為、Jリーグカップ決勝の連続無得点時間を歴代最長の408分 で止めた事になる。その後はスコアは動かず、1-1で延長戦に突入する。
延長戦は101分、浦和はMF関根貴大のクロスからFW李がフリーで合わせるも枠外。後半終了間際には途中出場のG大阪FW呉屋大翔のシュートがポストにはじかれ、そのままゴールラインを割るかと思われたが、浦和DF森脇良太の必死のクリアで勝ち越しとはならず、そのまま延長戦も終了。2005年大会以来11年ぶりにPK戦での決着となった。
迎えたPK戦、両チームとも3人目までは全員決め、G大阪の4人目は自らキッカーを志願したFW呉屋。ゴールほぼ正面に蹴り込むが、浦和GK西川は動かずこれを右足で止める。この後5人目までPKを決めた浦和が13年ぶり2回目の優勝を果たし、YBCルヴァンカップとしての初代王者となった。浦和が国内三大タイトルを獲得したのは、2006年の天皇杯で、奇しくも決勝で今回と同様にG大阪に勝利して以来10年ぶり、国際タイトルを含めると2007年のACL以来実に9年ぶりのタイトル獲得となった。また、ミハイロ・ペトロヴィッチにとっては、6年間指揮していた広島時代を含め、来日11年目にして初の国内三大タイトル獲得となった。
| ガンバ大阪                                   | 1 - 1 (延長) | 浦和レッズ                               |
| -------------------------------------------- | ------------ | ---------------------------------------- |
| アデミウソン 17分                            | 公式記録     | 李忠成 76分                              |
| PK戦                                         |              |                                          |
| 藤本淳吾 今野泰幸 丹羽大輝 呉屋大翔 遠藤保仁 | 4 - 5        | 阿部勇樹 ズラタン 興梠慎三 李忠成 遠藤航 |

| ガンバ大阪 |    |              |       |      |
| GK         | 01 | 東口順昭     | 118分 |      |
| DF         | 14 | 米倉恒貴     |       |      |
| DF         | 05 | 丹羽大輝     |       |      |
| DF         | 06 | 金正也       |       |      |
| DF         | 04 | 藤春廣輝     | 30分  |      |
| MF         | 21 | 井手口陽介   |       |      |
| MF         | 15 | 今野泰幸     |       |      |
| MF         | 11 | 倉田秋       |       | 88分 |
| MF         | 19 | 大森晃太郎   |       | 72分 |
| MF         | 07 | 遠藤保仁     | 27分  |      |
| FW         | 09 | アデミウソン |       | 66分 |
| 控え:      |    |              |       |      |
| GK         | 18 | 藤ヶ谷陽介   |       |      |
| DF         | 08 | 岩下敬輔     |       |      |
| DF         | 22 | オ・ジェソク |       |      |
| MF         | 25 | 藤本淳吾     |       | 72分 |
| MF         | 27 | 内田達也     |       |      |
| FW         | 20 | 長沢駿       | 68分  | 66分 |
| FW         | 23 | 呉屋大翔     |       | 88分 |
|            |    |              |       |      |
| 監督       |    |              |       |      |
| 長谷川健太 |    |              |       |      |

| 浦和レッズ               |    |            |      |      |
| GK                       | 01 | 西川周作   |      |      |
| DF                       | 46 | 森脇良太   |      |      |
| DF                       | 06 | 遠藤航     |      |      |
| DF                       | 05 | 槙野智章   |      |      |
| MF                       | 24 | 関根貴大   |      |      |
| MF                       | 10 | 柏木陽介   |      |      |
| MF                       | 22 | 阿部勇樹   |      |      |
| MF                       | 03 | 宇賀神友弥 |      | 36分 |
| MF                       | 09 | 武藤雄樹   |      | 70分 |
| MF                       | 13 | 高木俊幸   | 26分 | 76分 |
| FW                       | 30 | 興梠慎三   |      |      |
| 控え:                    |    |            |      |      |
| GK                       | 15 | 大谷幸輝   |      |      |
| DF                       | 04 | 那須大亮   |      |      |
| MF                       | 16 | 青木拓矢   |      |      |
| MF                       | 18 | 駒井善成   |      | 36分 |
| FW                       | 11 | 石原直樹   |      |      |
| FW                       | 20 | 李忠成     |      | 76分 |
| FW                       | 21 | ズラタン   |      | 70分 |
|                          |    |            |      |      |
| 監督                     |    |            |      |      |
| ミハイロ・ペトロヴィッチ |    |            |      |      |

| 2016 Jリーグカップ 優勝  |
| ------------------------ |
| 浦和レッズ 13年ぶり2回目 |

テレビ中継
- フジテレビジョン系列

## 表彰
| 表彰名           | 選手名     | 所属クラブ | 出典   |
| ---------------- | ---------- | ---------- | ------ |
| ニューヒーロー賞 | 井手口陽介 | ガンバ大阪 | [ 24 ] |
| 大会MVP          | 李忠成     | 浦和レッズ | [ 25 ] |

## 得点ランキング
| 順位   | 選手                 | 所属            | 得点 |
| ------ | -------------------- | --------------- | ---- |
| 得点王 | 高木俊幸             | 浦和レッズ      | 4    |
| T2     | 興梠慎三             | 浦和レッズ      | 3    |
| T2     | 伊藤翔               | 横浜F・マリノス | 3    |
| T2     | アデミウソン         | ガンバ大阪      | 3    |
| T2     | ペドロ・ジュニオール | ヴィッセル神戸  | 3    |
| T2     | 渡邉千真             | ヴィッセル神戸  | 3    |
| T2     | 平井将生             | アビスパ福岡    | 3    |

最終更新は2016年10月15日の試合終了時

出典: J.League Data Site